# Adelotus brevis
Adelotus là một chi động vật lưỡng cư trong họ Limnodynastidae, thuộc bộ Anura. Chi này có 1 loài Adelotus brevis và không bị đe dọa tuyệt chủng.

## Hình ảnh

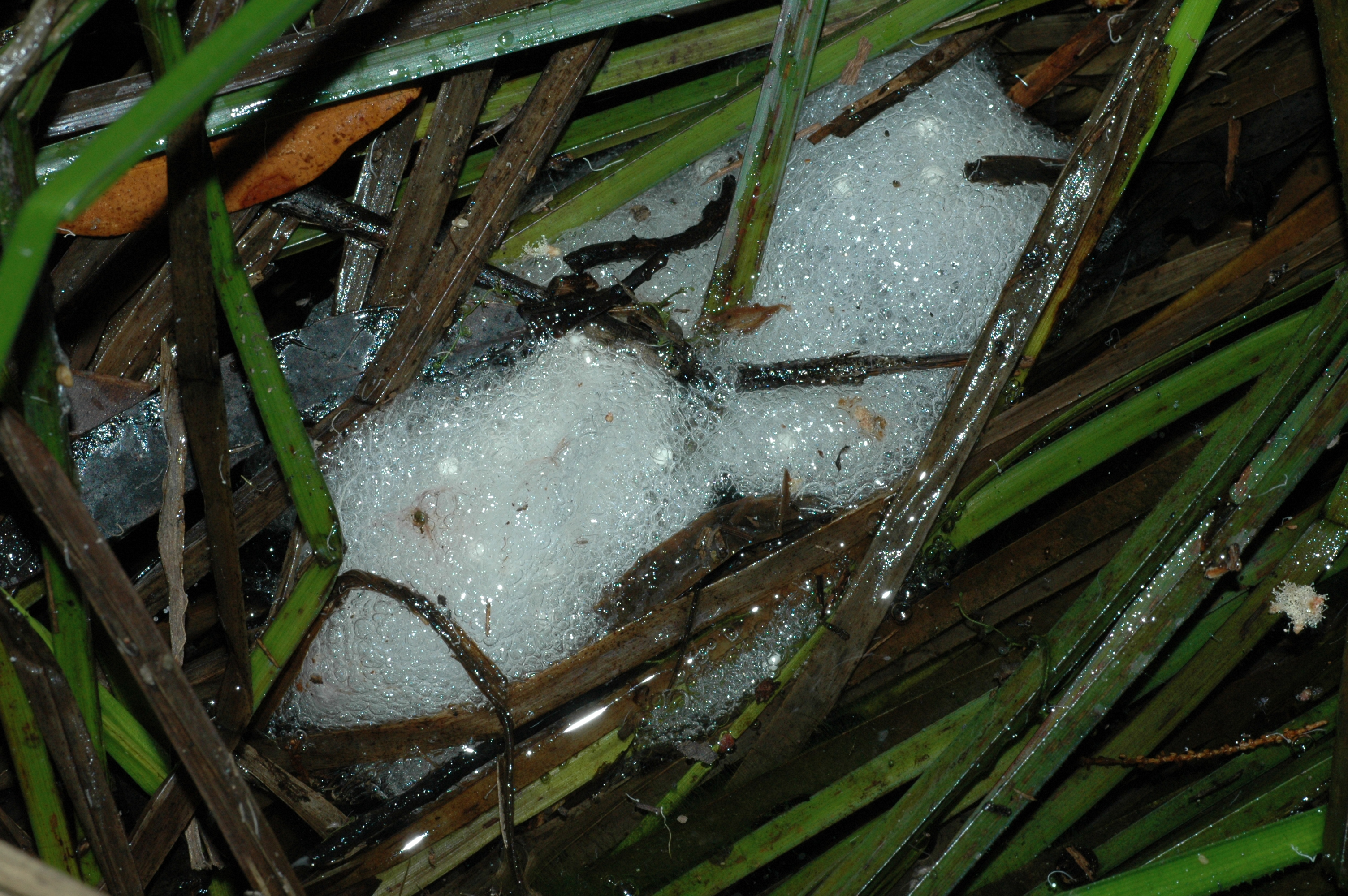
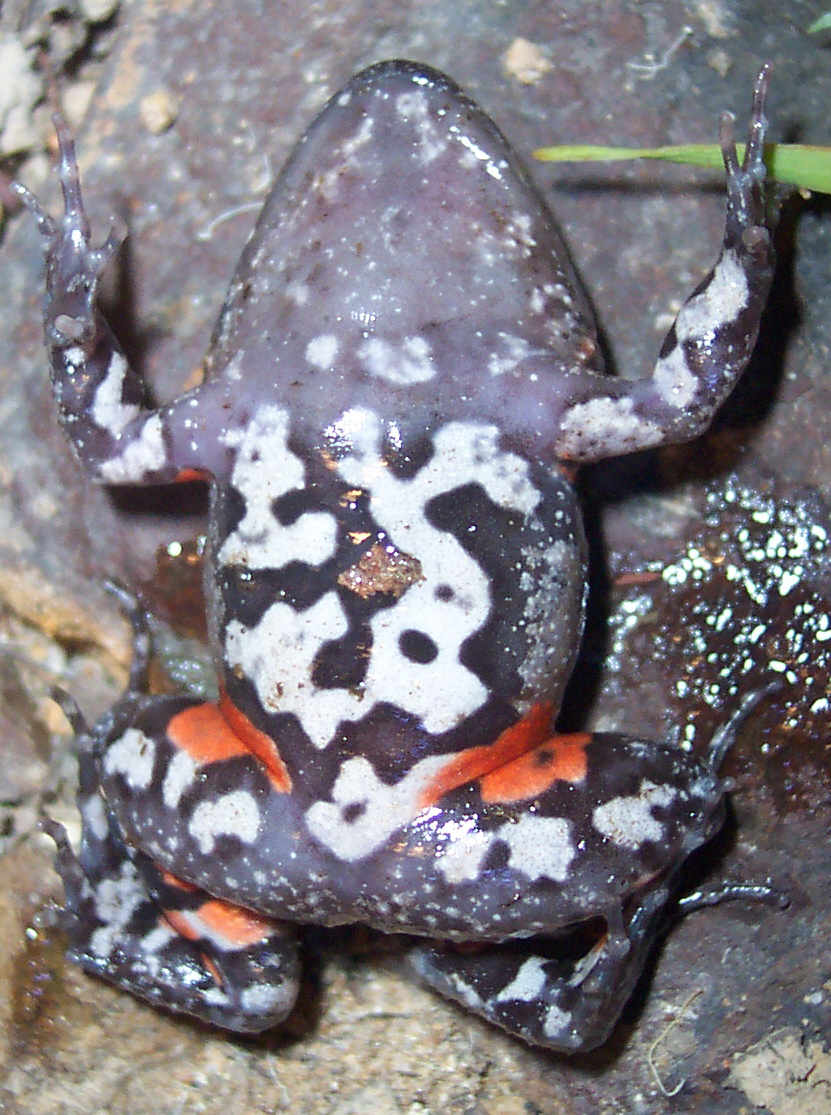
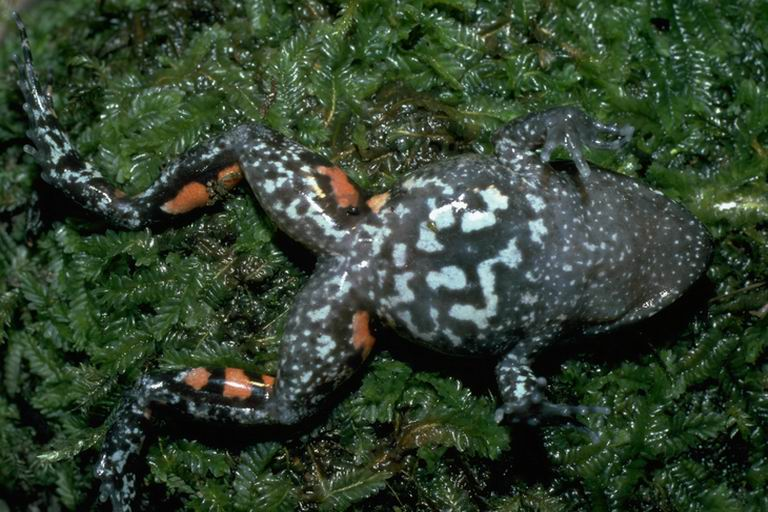
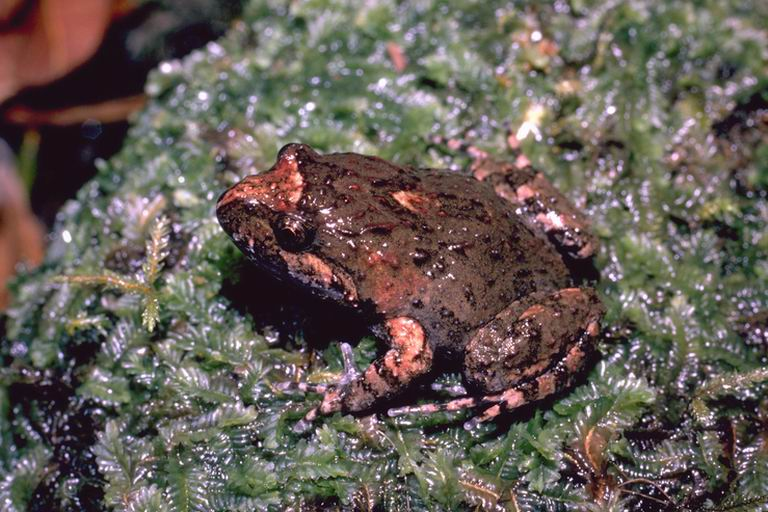